# Informa
Informa plc ist ein britischer Wissenschaftsverlag und eine Konferenzgesellschaft.
Informa ist in 43 Staaten mit mehr als 7.500 Mitarbeitern vertreten. Das Unternehmen vertreibt wissenschaftliche Studien, Fachliteratur und bietet Zugriff auf kommerzielle Datenbanken an. Informa ist im London Stock Exchange gelistet und Bestandteil des FTSE 100 Index.

## Marken
Informa besitzt mehrere namhafte Marken bzw. Unternehmen wie beispielsweise:
- Lloyd’s List
- Taylor & Francis
  - Routledge
  - CRC Press
- Achieve Global
- ESI International
- Datamonitor
- Euroforum
- Game Developers Conference

## Geschichte
Das älteste Geschäft von Informa wurde 1734 gegründet, als „die Liste von Lloyd“ begann, London mit Nachrichten zu versorgen.
Informa selbst wurde 1998 durch die Fusion der IBC Group plc (International Business Communications) und der LLP Group plc (Lloyd’s of London Publishing) geschaffen.
Seit 1998 wuchs Informa beträchtlich, einschließlich einer Fusion mit dem Verlag Taylor & Francis im Jahr 2004 sowie dem Erwerb der IIR (Institute for International Research, Inc.) im Jahr 2005 für 768 Millionen Pfund Sterling.
Am 1. Mai 2009 gab das Unternehmen bekannt, dass es sein Geschäft nach Jersey verlagern werde, aber aus steuerlichen Gründen in der Schweiz ansässig bleibe. Dadurch änderte sich auch die Börsennotierung auf ISIN JE00B3WJHK43.

## Informa in Deutschland
In Deutschland gehören die Seminar- und Kongressveranstalter achieve global mit Sitz in Düsseldorf, ESI International mit Sitz in Frankfurt am Main und Euroforum mit Sitz in Düsseldorf zur Informa Gruppe. Euroforum ist insbesondere wegen der Zusammenarbeit mit den Wirtschaftsmedien Handelsblatt und WirtschaftsWoche bei Kongressen in Deutschland bekannt.